# Hans-Siebe-Krimis
Hans-Siebe-Krimis waren eine Kriminalhörspielreihe des DDR-Rundfunks, die der Autor Hans Siebe in loser Folge von 44 Einzeltiteln von 1963 bis 1990 für den Rundfunk der DDR schrieb.

## Geschichte und Struktur
Mit dieser Reihe wollte die DDR-Funkdramatik Anfang der 1960er Jahre dem bis dahin unregelmäßigen Angebot von Kriminalhörspielen mehr Verlässlichkeit geben und entwickelte eine stetige Zusammenarbeit mit dem Krimiautor Hans Siebe. Auf eine durchgehende Figurierung verzichtend, schrieb er schließlich jährlich jeweils etwa zwei solcher Stücke von 50-minütiger Länge, die überwiegend DDR-Kriminalfälle aus der Perspektive der volkspolizeilichen Ermittler erzählten.
Die frühen Manuskripte und Produktionen begleiteten die Dramaturgen Rosemarie Zeplin und Hans Kubisch. Von 1967 bis 1990 betreute Gerhard Rentzsch die Stückentwicklung, die einzelne Impulse und Motive aus einer Zusammenarbeit mit der Pressestelle des Ministeriums des Innern bezog. Obwohl es bei den Fällen zumeist um weniger spektakuläre Delikte wie Diebstahl, Betrug und Verletzungen der sozialistischen Ordnung ging, sorgten Autor, Dramaturg, Darsteller und Regie – oft unter Einbeziehung origineller Details – für handfeste spannende Kriminalhörspiele, die ausgewählt auch vom DDR-Fernsehen verfilmt und in der  Romanreihe Blaulicht adaptiert abgedruckt wurden.
Einige besonders relevante Stücke des Duos von Autor Hans Siebe und Dramaturg Gerhard Rentzsch gingen in die 1973 begonnene Hörspielreihe Tatbestand ein.
Das bereits 1972 produzierte Stück Feuer im Bootshaus musste wegen publizistischer Einwände der Abteilung für Agitation und Propaganda beim ZK der SED acht Jahre auf seine Ursendung im August 1980 warten, weil es – von Betondiebstahl handelnd – nach Auffassung der DDR-Zensoren den Finger zu deutlich auf die Wunde des eklatanten Baustoffmangels legte, der jenseits des üblichen Dauerzustands Anfang der 1970er Jahre besonders für den privaten Bedarf in der DDR herrschte.
Viele dieser Hans-Siebe-Krimis, die inzwischen beim Deutschen Rundfunkarchiv in Potsdam archiviert sind, werden auch noch 50 Jahre nach ihrer Entstehung in den Hörfunkprogrammen von ARD und Deutschlandradio als Reprisen ausgestrahlt und zum Teil urheberrechtswidrig als vermeintlich gemeinfreie Audiofiles auf YouTube zahlreich rezipiert.

## Titelliste
- Die letzte Reise, Regie: Uwe Haacke, Produktion: 1963, Ursendung: 7. März 1963
- Doppelter Boden, Regie: Helmut Molegg, Produktion: 1964, Ursendung: 14. Januar 1965
- Spuren im Sand, Regie: Joachim Staritz, Produktion: 1967, Ursendung: 2. April 1967
- Weiße Persianer, Regie: Walter Niklaus, Produktion: 1967, Ursendung: 29. Januar 1968
- Der Mitternachtslift, Regie: Fritz Göhler, Produktion: 1969, Ursendung: 21. August 1969
- Simmkats Hut, Regie: Werner Grunow	, Produktion: 1970, Ursendung: 10. Juni 1970
- Schwarze Scalare, Regie: Walter Niklaus, Produktion: 1970, Ursendung: 30. Dezember 1970
- Bahnschranke Kienbusch, Regie: Walter Niklaus, Produktion: 1971, Ursendung: 22. September 1971
- Gepäckfach 19, Regie: Walter Niklaus, Produktion: 1971, Ursendung: 9. Dezember 1971
- Tod des Siebenschläfers, Regie: Walter Niklaus, Produktion: 1972, Ursendung: 31. Juli 1972
- Tod und Auferstehung des Nachtwächters Anton Kuwalski, Regie: Fritz-Ernst Fechner, Produktion: 1972, Ursendung: 18. September 1972
- Kleiner Mann gesucht, Regie: Walter Niklaus, Produktion: 1973, Ursendung: 7. Juli 1973
- Ein Teller Makkaroni, Regie: Fritz-Ernst Fechner, Produktion: 1973, Ursendung: 11. Juli 1973 – Folge 1 der Reihe Tatbestand
- In Sachen Rogge, Regie: Fritz-Ernst Fechner, Produktion: 1973, Ursendung: 19. September 1973 – Folge 2 der Reihe Tatbestand
- Die roten Schuhe, Regie: Barbara Plensat, Produktion: 1973, Ursendung: 28. Februar 1974
- Die Komplizen, Regie: Walter Niklaus, Produktion: 1974, Ursendung: 21. August 1974
- Plesskauer Harte, Regie: Joachim Staritz, Produktion: 1975, Ursendung: 5. Februar 1975
- Kleine, teure Dinge, Regie: Walter Niklaus, Produktion: 1975, Ursendung: 7. August 1975
- Schrott, Regie: Walter Niklaus, Produktion: 1975, Ursendung: 13. Januar 1976
- Der Tod des Reinhard Kunelka, Regie: Walter Niklaus, Produktion: 1976, Ursendung:  2. September 1976
- Die Räuber vom Töpfermarkt, Regie: Walter Niklaus, Produktion: 1976, Ursendung:  24. Februar 1977
- Wildwechsel, Regie: Walter Niklaus, Produktion: 1977, Ursendung:  26. Juli 1977
- Herzogs Frau, Regie: Achim Scholz, Produktion: 1977, Ursendung: 20. Dezember 1977
- Sommer in Kriebusch, Regie: Fritz-Ernst Fechner, Produktion: 1978, Ursendung: 1. Juli 1978
- Haus Nachtigall, Regie: Achim Scholz, Produktion: 1978, Ursendung: 6. Februar 1979
- Spätlese, Regie: Fritz-Ernst Fechner, Produktion: 1979, Ursendung: 3. Juli 1979
- Santa Clara vor Arkona, Regie: Achim Scholz, Produktion: 1979, Ursendung: 29. Januar 1980
- Feuer im Bootshaus, Regie: Barbara Plensat, Produktion: 1972, Ursendung: 13. Mai 1980 – Folge 17 der Reihe Tatbestand
- Der Vetter aus Frankfurt, Regie: Fritz-Ernst Fechner, Produktion: 1980, Ursendung: 5. August 1980 – Folge 18 der Reihe Tatbestand
- Waltrauds Schwester, Regie: Hans Knötzsch, Produktion: 1980, Ursendung: 29. Januar 1981
- Drei Bagnaresi, Regie: Horst Liepach, Produktion: 1981, Ursendung: 7. November 1981
- Meister Blümel, Regie: Hans Knötzsch, Produktion: 1981, Ursendung: 4. Februar 1982
- Der Tote im fünften Stock, Regie: Barbara Plensat, Produktion: 1982, Ursendung: 28. September 1982
- Adomeit lässt grüßen, Regie: Klaus Zippel, Produktion: 1983, Ursendung: 4. Mai 1983
- Rusankes Hund, Regie: Klaus Zippel, Produktion: 1983, Ursendung: 4. Februar 1984
- Die Kordel, Regie: Achim Scholz, Produktion: 1983, Ursendung: 31. März 1984
- Offene Rechnung, Regie: Walter Niklaus, Produktion: 1984, Ursendung: 6. Mai 1984
- Feuersteine, Regie: Werner Grunow, Produktion: 1985, Ursendung: 2. Juli 1985
- Blockstelle KLG, Regie: Walter Niklaus, Produktion: 1985, Ursendung: 15. Februar 1986
- Gastspiel in Dabentin, Regie: Hans Knötzsch, Produktion: 1987, Ursendung: 19. September 1987
- Große Kasse, Regie: Fritz Göhler, Produktion: 1988, Ursendung: 12. Juli 1988
- Porzellan, Regie: Achim Scholz, Produktion: 1988, Ursendung: 21. Februar 1989
- Leichensache Gröninger Forst, Regie: Walter Niklaus, Produktion: 1990, Ursendung: 29. Juni 1990
- Modell Traumland, Regie: Hans Knötzsch, Produktion: 1990, Ursendung: 23. August 1990